# Bureau international de l'édition française
Pour les articles homonymes, voir Bief (homonymie).
 (novembre 2022).
FRANCE LIVRE - The French Publishing Network (anciennement BIEF - Bureau international de l'édition française) est une association loi 1901, dont le financement provient du Ministère de la Culture et du ministère de l'Europe et des Affaires étrangères et des contributions des maisons d’édition adhérentes (environ 350).
France Livre a pour objectif de soutenir l’action des éditeurs français à l’international, notamment en facilitant les exportations, les échanges de droits et les coopérations professionnelles.
France Livre est partenaire des organismes professionnels du livre français, comme le Centre National du Livre ou Syndicat national de l'édition.

## Histoire
L'association a été créée en 1873 à l’initiative du Cercle de la librairie. Elle devient France Livre – The French Publishing Network en 2025.

## Activités

### Visibilité de l'édition française
Chaque année, France Livre est présent sur des foires du livre et y assure l'exposition de 350 maisons d'éditions françaises qui adhérent à l'association - en pilotant le stand collectif France.
Parmi les salons auxquels participe France Livre  :
- Foire du livre de Francfort ;
- The London Book Fair ;
- Foire du livre de jeunesse de Bologne ;
- le Festival du Livre de Paris.

- la Foire du livre de jeunesse de Shanghai.

L’association édite également des catalogues thématiques ou de nouveautés et anime une plateforme bilingue, booksfromfrance.fr, dédiée à la mise en valeur des publications françaises à l’international.

#### Échanges professionnels
France Livre organise des rencontres et séjours professionnels destinés aux éditeurs français, en lien avec leurs homologues étrangers. 
Depuis 2022, France Livre organise le Paris Book Market, un marché professionnel international qui réunit vendeurs de droits français et éditeurs d'acquisitions étrangers.